# 3-D-Test für Antisemitismus
Der 3-D-Test für Antisemitismus ist eine Methode, um legitime Kritik an der Politik Israels bzw. an dessen Regierung von Antisemitismus zu unterscheiden, der sich nur als „Kritik“ ausgebe. Dazu stellt der Test drei Kriterien bereit: Wenn Aussagen Israel dämonisieren, delegitimieren oder doppelte Standards anlegen, dann seien diese antisemitisch.
Natan Scharanski, damals Minister Israels für soziale Fragen, entwarf den Test und stellte ihn im Februar 2003 erstmals öffentlich vor. Seine Kriterien beeinflussten die Arbeitsdefinition für Antisemitismus, die die Europäische Stelle zur Beobachtung von Rassismus und Fremdenfeindlichkeit (EUMC) 2005 beschloss. Sie werden als leicht merkbar gelobt, ihre Anwendbarkeit für wissenschaftliche und politische Zwecke ist jedoch umstritten.

## Historischer Kontext
Infolge der Terroranschläge am 11. September 2001 und zunehmender Gewalt im Nahostkonflikt haben Angriffe auf Juden und jüdische Einrichtungen in vielen Staaten der Welt zugenommen, auch in Europa. Antisemitismus erscheint heute nicht nur in den traditionellen Ausdrucksformen von pauschalem Judenhass, sondern auch in versteckten, indirekten und kodierten Formen. Dazu gehört eine fundamentale Ablehnung des Staates Israel, die sich als Kritik an dessen Politik ausgibt und legitimiert, aber tatsächlich antisemitische Stereotype auf ihn projiziert. Die Antisemitismusforschung diskutiert seit etwa 2003, ob das als „neuer“ oder nur als neue Variante des alten Antisemitismus einzustufen ist. Was die zunehmende Kritik an Israel und anti-israelischer Antisemitismus miteinander zu tun haben und woran sie unterscheidbar sind, ist dabei eine zentrale Frage.
Regierungen und gesellschaftliche Initiativen vieler westlicher Staaten versuchen, über diese neuere Form von Antisemitismus aufzuklären und sie gezielter zu bekämpfen. Dazu gründete Scharanski 2003 das Global Forum for Combating Antisemitism. Bei dessen Jahrestreffen 2008 nannte er zwei unerlässliche Kriterien für legitime Kritik an Israel: 1. Sie dürfe dessen Verfassung als jüdischer Staat nicht als Apartheid abwerten, 2. sie müsse das Existenzrecht Israels anerkennen. Scharanksi versteht den 3D-Test als Beitrag zu „moralischer Klarheit“, um legitime Kritik an Israel zu schützen und von unzulässigem Hass auf Israel abzugrenzen. Die Kritik an letzterem werde sonst zu leicht als vorsätzliche Unterdrückung von Kritik an Israel abgewehrt. Antisemitismus sei nur mit klaren moralischen Grenzlinien zu erkennen: „Das Übel blüht auf, wenn diese Linien verwischt sind, wenn Richtig und Falsch eine Sache von Ansicht und nicht von objektiver Wahrheit ist.“

## Die drei Kriterien

### Dämonisierung
Scharanski verweist zunächst auf traditionelle Beispiele für Dämonisierung von Juden: Sie wurden in Europa kollektiv wegen Gottesmords angeklagt und etwa in der Figur des Shylock als geldgierig und hinterhältig dargestellt. Als Analogie dazu nennt Scharanski verbreitete Vergleiche von Israelis mit den Nationalsozialisten, etwa indem man palästinensische Flüchtlingslager mit dem Vernichtungslager Auschwitz oder den Gazastreifen mit dem Warschauer Ghetto gleichsetze. Solche Vergleiche zeigten entweder völlige Unkenntnis der Zeit des Nationalsozialismus oder, wahrscheinlicher, die Absicht, das heutige Israel als Inbegriff des Bösen darzustellen. Weitere Beispiele sind Aussagen wie „Israel ist ein Terrorregime“ oder der z. B. im Iran weit verbreitete Spruch „Israel ist Satan“.

### Doppelstandards
Ein Doppelstandard (Doppelmoral) liegt nach Scharanski vor, wenn Israel anders als andere Staaten behandelt und selektiv für ein Verhalten kritisiert wird, das bei anderen Staaten ignoriert wird. Das ähnele früherer Diskriminierung von Juden durch Gesetze der Mehrheitsgesellschaft. Als Beispiele nennt er UNO-Resolutionen gegen Menschenrechtsverletzungen Israels, nicht aber gegen ebensolche von China, Iran, Kuba oder Syrien (siehe auch Kritik am UN-Menschenrechtsrat). Weitere Beispiele sind die Verurteilung von israelischen Militärschlägen oder Sanktionen gegen palästinensische Terror-Organisationen, bei gleichzeitigem Schweigen über den Raketenbeschuss auf Israel vonseiten dieser Organisationen und andere Terroranschläge gegen die israelische Zivilbevölkerung, sowie einseitige Kritik an Israels Umgang mit Palästinensern, bei gleichzeitiger Hinnahme der brutalen Unterdrückung von Juden, Andersdenkenden oder Homosexuellen in den arabischen Nachbarländern.

### Delegitimierung
Nach Scharanski ist Kritik antisemitisch, die dem Staat Israel seine grundsätzliche Legitimation zu entziehen sucht und ihm sein Existenzrecht abspricht, etwa indem sie ihn als Überrest des Kolonialismus darstellt (siehe auch Antizionismus). Dabei werde Juden anders als anderen Völkern nicht das Recht zugestanden, geschützt in einem eigenen Staat zu leben. Darin setze sich die analoge Entwertung des Judentums als Religion und/oder Volk fort. Hierzu zählen auch die Absprache des Selbstverteidigungsrechts Israels sowie Geschichtsklitterung oder Verschwörungstheorien hinsichtlich der Staatsgründung Israels.

## Rezeption
Als Mitglied der Regierung Israels erklärte Scharanski 2005, Israel könne einen Staat Palästina erst anerkennen, wenn die Palästinenser ernstzunehmende demokratische Institutionen gebildet hätten. Der US-amerikanische Politikwissenschaftler Michael C. Desch kritisierte in The American Conservative diese Bedingung als Doppelstandard, weil Scharanski zuvor den Friedensvertrag von 1994 zwischen Israel und dem autokratisch regierten Jordanien begrüßt habe.
Das Gedicht von Günter Grass Was gesagt werden muss rief 2012 in Deutschland eine öffentliche Kontroverse um die Grenzen zulässiger Kritik an Israel hervor. Jan Riebe (Amadeu Antonio Stiftung) bezog sich dazu auf den 3D-Test: Dieser sei ein hilfreiches „Warnsystem zur Beurteilung von bestimmten Aussagen“, das aber für sich noch kein Urteil über einen Autor erlaube. Riebe stufte einige Gedichtmotive als antisemitische Ressentiments ein: Kritik an Israel als Tabubruch darzustellen, „wir Deutsche“ kollektiv Israel gegenüberzustellen und die deutsche Geschichte als „Last“ zu beschreiben, die für das Aussprechen der „Wahrheit“ gegenüber Israel abgeworfen werden müsse.
Auf der Basis des 3D-Tests beurteilte das Simon Wiesenthal Center (SWC) im November 2012 einige Aussagen des Journalisten Jakob Augstein als antisemitisch. In der öffentlichen Debatte darüber begründete SWC-Vertreter Abraham Cooper dieses Urteil im Januar 2013 detailliert: Augsteins Aussagen erfüllten alle drei Testkriterien für Antisemitismus. Ebenso urteilte der Sozialwissenschaftler Samuel Salzborn.
Die Amadeo-Antonio-Stiftung entwickelte ein Schaubild zu den drei Kriterien für den pädagogischen Kontext.
Kenneth L. Marcus bezeichnete die Regeln Sharanskis als teilweise hilfreich wegen ihrer mnemnonischen Klugheit (mnemnonic cleverness), sieht jedoch einen Mangel an erforderlicher Präzision (sufficicent rigour) für wissenschaftliche und politische Zwecke. Er verweist auf bessere Modelle. In seinem Werk Definition of Antisemitism betont er jedoch eher die praxeologischen Vorzüge dieser Regeln und stellt dar, wie sie zum „Rückgrat“ der modernen Antisemitismusdefinition wurden.
Nach Darstellung der Antisemitismusforscher Monika Schwarz-Friesel und Jehuda Reinharz müssten die drei Kriterien konkretisiert werden. Sie führen dazu fünf Anwendungsmerkmale an, die 2004 vom European Monitoring Center on Racism and Xenophobia ausgearbeitet wurden und sich auch in den Beispielen der IHRA-Definition finden:
- Aberkennung des Existenz- und Selbstbestimmungsrechts Israels
- Vergleich bzw. Gleichsetzung Israels mit dem Nationalsozialismus
- Anlegen anderer Maßstäbe an Israel als an andere Länder
- Verantwortlichmachen von Juden aus aller Welt für das Regierungshandeln Israels
- Bezugnahme auf Israel oder Israelis mit antisemitischen Bildern, Symbolen oder Floskeln.

Beide Forscher führen ein viertes „D“ in Bezug ein: De-realisierung. Damit werden verzerrte Darstellungen Israels gemeint. Die ersten drei „D“s seien letztlich eine Folge dieses falschen Bildes.
Armin Pfahl-Traughber kommentiert in einem Artikel der Bundeszentrale für politische Bildung, mit der 3-D-Regel scheine auf den ersten Blick eine Differenzierung möglich. Obwohl sich so zwar israelfeindliche Auffassungen erkennen ließen, so müssten sie nicht notwendigerweise auf einer antisemitischen Position gründen. „Israelkritik“ könnte auch nur bezogen auf einen breiten innerisraelischen Konsens wie etwa zugunsten der Siedlungspolitik gemeint sein. Hier bedürfe es letztlich des „differenzierten Blickes auf die eigentliche Motivlage der sich israelkritisch äußernden Sprecher/-innen“. Die Äußerung „Was der Staat Israel heute mit den Palästinensern macht, ist im Prinzip auch nichts anderes als das, was die Nazis im Dritten Reich mit den Juden gemacht haben“, die nach Umfragen in der deutschen Bevölkerung eine Gesamtzustimmung von 39,4 Prozent erreiche, könne auch auf schiefen oder gar falschen Geschichtsbildern gründen, welche aber Antisemitismus nicht notwendigerweise einschließen. In der „pro-palästinensischen Richtung“ der deutschen Bevölkerung, der Wilhelm Kempf 2010 fast 70 Prozent der Bevölkerung zurechnete, gebe es neben den 26 Prozent antisemitischen Israelkritikern auch 44 Prozent nicht-antisemitische Israelkritiker, die durch Menschenrechtsorientierung und Pazifismus motiviert seien. Pfahl-Traughber schlägt zur Versachlichung der Diskussion eine Dreier-Typologie vor: 1. antisemitische Israelfeindlichkeit. Dabei werde die Feindschaft gegen Juden als Juden auf den Staat Israel übertragen, klassische judenfeindliche Stereotype würden vorgetragen. 2. Nicht-antisemitische Israelfeindlichkeit. Als Beispiel erwähnt die rigorose Frontstellung gegen Israel aufgrund eines einseitigen „Antiimperialismus“. 3. Nicht-antisemitische Kritik an der israelischen Regierungspolitik auf der Grundlage von menschen- und völkerrechtliche Positionen. Die zweite Auffassung ist seiner Ansicht nach problematisch, da sie weder die legitimen Sicherheitsinteressen des jüdischen Staates berücksichtige noch die kritikwürdigen Positionen der Feinde Israels. Die Kritik sei deshalb allerdings nicht antisemitisch.
Der Politikwissenschaftler Peter Lintl und der Soziologe Peter Ullrich kritisieren den Test als „schematisch und entdifferenzierend“: Im Nahostkonflikt und in sehr vielen Konflikten seien Delegitimation, Dämonisierung und doppelte Standards Kommunikationsstrategien beider Seiten. Insofern sei daran keine spezifisch antisemitische Semantik erkennbar; vielmehr gehe es bei dem Test pauschal darum, dass „israelfeindliche Phänomene per se als antisemitisch konzeptualisiert werden“ sollen.